# Hugh Longbourne Callendar
Hugh Longbourne Callendar, född 18 april 1863 och död 21 januari 1930, var en brittisk fysiker.
Callender var professor vid McGill college i Montréal 1893-98, vid University college i London 1898-1902 och vid The Imperial college of science. Callendar arbetade främst inom värmeläran och den mekaniska värmeteorin, där han utfört en rad betydelsefulla undersökningar av bland annat svavlets kokpunkt, av vattenångan vid höga tryck och högtemperatur. I samband med sina undersökningar har Callendar även uppfunnit en del värdefulla instrument och apparater, exempelvis en strålningsmätare, en gastermometer med konstant volym, en motståndstermometer och en strömningskalorimeter.